# Solomon Kane

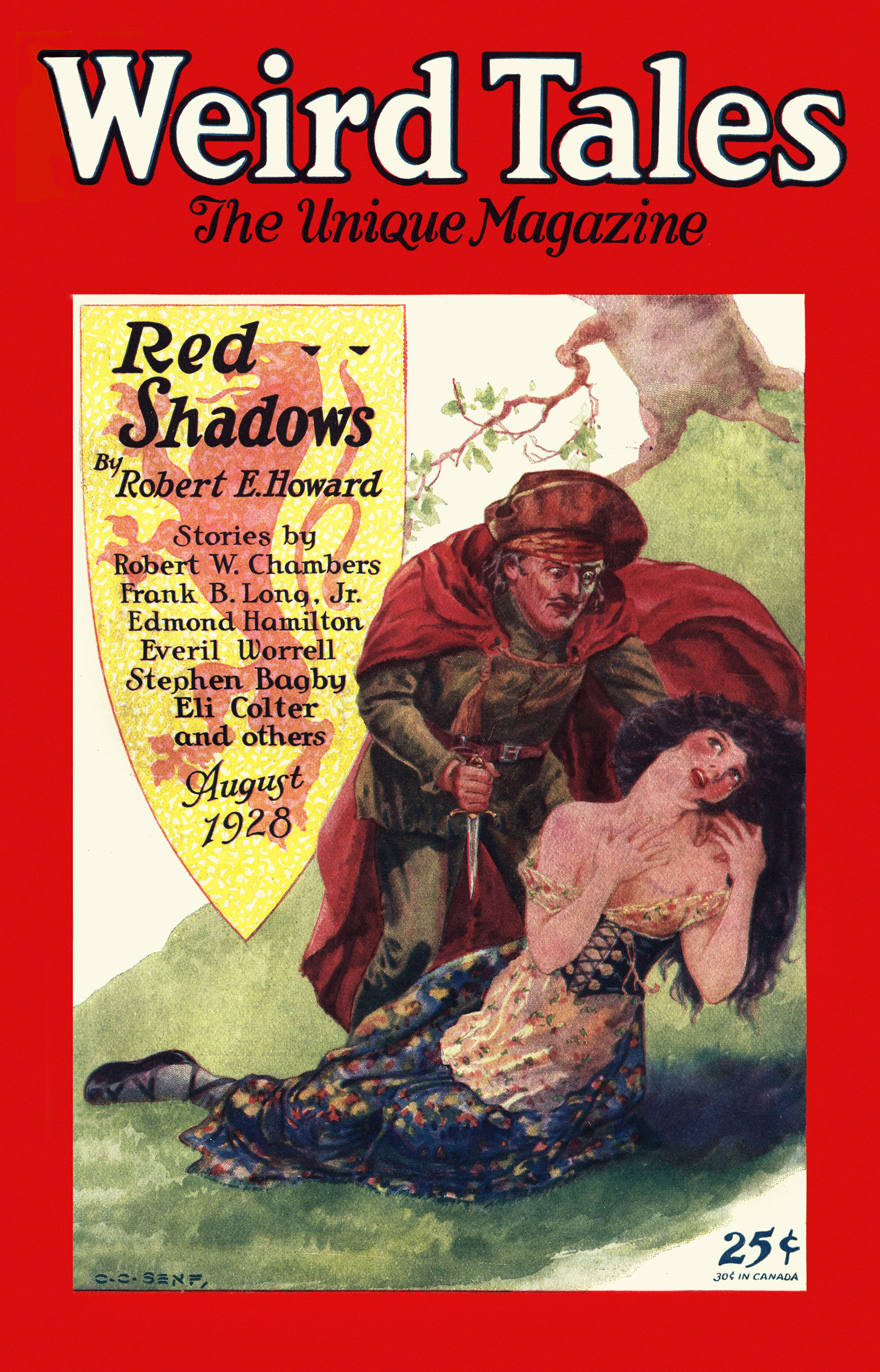
Caperta revistei Weird Tales din august 1928 în care a apărut prima povestire cu Solomon Kane

Solomon Kane este un personaj imaginar creat de scriitorul american Robert E. Howard (1906-1936) în 1928. Robert E. Howard este cel mai bine cunoscut pentru personajul său Conan Barbarul.
La sfârșitul sec. al XVI-lea/începutul secolului al XVII-lea, Solomon Kane este un om sumbru care umbla prin lume, aparent cu nici un alt obiectiv decât acela de a învinge răul sub toate formele sale. Aventurile sale, publicate mai ales în revista Weird Tales, îl poartă de cele mai multe ori din Europa spre junglele din Africa și înapoi.
Prima apariție este în povestirea Red Shadows, publicată de Weird Tales în august 1928.